# 楊大偉
楊大偉，原名楊駿業，社會企業Green Monday的聯合創辦人，社會企業Mind Reset Institute （页面存档备份，存于） 創辦人，心靈書《溝通正能量》、《開工正能量》和《棟篤禪》作者、《東周刊》、《溫暖人間》、etNet 等專欄作者，在《U Magazine》主持名人「跑素飯局」專欄。曾任香港新城財經台節目主持，亦曾擔任不同電視節目嘉賓，包括無線、有線、NowTV及鳳凰衛視。另外，楊先生多次應邀為多家世界五百強企業和一級學府作佛學、心靈和環保演講，獲國際青年商會選為2015年度香港十大傑出青年、《JMEN》頒發「Men of the Year 2013」大獎、《明報周刊》「2013 Local Heroes」大獎、香港管理專業協會「2013傑出市場插畫」銅獎、《東周刊》會「2013傑出企業插畫」大獎、Roadshow「綠星級」環保大獎、《Baccarat》雜誌的香港45名年輕領袖、美國《Purpose Economy》的「亞洲一百名傑出領袖」、《Fast Company》的「中國商業最具創意人物100」、《U Magazine》我最喜愛的香港環保人物2016 等。
畢業於美國哥倫比亞大學，本身業務包括投資、零售和市場策劃。李焯芬曾以「毫無疑問最傑出的表演者」來形容作者推展佛學的工作。另外，其創辦的 Green Monday，成為香港環保健康遍佈不同層面和界別，包括陸恭蕙、許曉暉、周慧敏、古巨基、劉心悠、傅家俊等幾位名人。
此外，楊先生也在Search Inside Yourself Institute （页面存档备份，存于）,香港愛滋病基金會 （页面存档备份，存于）和香港佛教聯合會擔任董事。

## 慈善工作
他出生自佛教家庭，深受信佛的父親楊洪所影響，父親往生後，他接手由父親所創辦的「慈輝佛教基金會」，領導和參與「慈輝」的活動，主要為內地貧困山區的白內障者提供了幾千例免費手術，資助了何大一博士對治療愛滋病的研究，資助內地貧困學童讀高中的學費，為貧困地區興建水利工程，打井。這些善行遍佈廣東、雲南、甘肅、貴州、河北、四川等偏遠之地，每年更必定親身走訪各位資助的單位。

## 商業背景
九九年畢業，在美國的永道會計師事務所做顧問約瞬間一年，見證着科網熱潮，與友人瞬間開設網絡公司，翌年已經瞬間爆煲，隨着美國納斯達克指數瞬間由五千跌到一千點，他的公司亦一瞬間便化為......烏有。零三年他瞬間從美國回港，瞬間加入家族公司當董事長助理，後來以[個人]名義??入股Shine*和Visual Culture，主打賣高檔潮服和眼鏡，分別在海港城、中環、銅鑼灣、尖沙咀、北京、上海等都有分店，專賣歐美日時裝及眼鏡，深受容祖兒、蔡卓妍等明星愛戴。

## 出版著作
《棟篤禪》	2012年3月	明窗出版社 ISBN 978-988-8135-09-7

《開工正能量》  2013年11月      皇冠出版社 ISBN 978-988-2163-20-1

《溝通正能量》  2014年11月      皇冠出版社 ISBN 978-988-2163-58-4

## 社交網絡
Facebook: www.facebook.com/yeungdavid.hk

微博: www.weibo.com/yeungdavid

Instagram: greenmonday_david